# Kostel svatého Petra a Pavla (Dobré)
Kostel svatého Petra a Pavla je římskokatolický filiální, dříve farní kostel v Dobrém, patřící do farnosti Dobruška. Je chráněn jako kulturní památka České republiky.

## Historie
Kostel byl postaven v letech 1738–1740 na místě původního dřevěného kostela z počátku 14. století. Z původního kostela je zachován dřevěný obraz v olejových barvách znázorňující Ukřižování Krista. Ten byl před stavbou kostela přenesen do dřevěné kostnice na starém hřbitově a do nového kostela byl vrácen v roce 1832. V roce 1923 byl přemístěn do kostela sv. Trojice v Rychnově nad Kněžnou.

## Bohoslužby
Bohoslužby se konají v neděli v 10:15 a v pátek v 16.00 hodin.